# Andrzej Zaucha (album)
Andrzej Zaucha – trzeci album Andrzeja Zauchy nagrany z zespołem Big Band pod kierownictwem muzycznym Wiesława Pieregorólki w 1987 roku i wydany w 1989 przez Polskie Nagrania „Muza”.

## Lista utworów

### strona A
1. „Variations on the „Eye” Rhyme"
2. „Love Shining Through"
3. „Butterfly of Love II"
4. „Beware of the Music Man”

### strona B
1. „Tumbleweed"
2. „I Run for My Life"
3. „The Second Time Around"
4. „C’est la vie – Just a Pipe Dream"

## Skład
- Andrzej Zaucha – śpiew
- Chór Politechniki Szczecińskiej (w utworze „C’est la vie – Just a Pipe Dream”)

Big Band:
- Henryk Miśkiewicz – saxofon
- Wiesław Wysocki – saxofon (A1-A4)
- Janusz Muniak – saxofon (A1-A4)
- Pawef Dalach – saxofon (A1-A4)
- Waldemar Kurpiński – saxofon (A1-A4)
- Tomasz Szukalski – saxofon (A1-A4)
- Janusz Kania – trąbka (A1-A4)
- Wacław Smoliński – trąbka (A1-A4)
- Henryk Majewski – trąbka (A1-A4)
- Mieczysław Pawelec – trąbka (A1-A4)
- Robert Majewski – trąbka, skrzydłówka
- Dariusz Macioch – puzon (A1-A4)
- Jerzy Wysocki – gitara (A1-A4)
- Waldemar Wachała – puzon (A1-A4)
- Andrzej Życzyński – puzon (A1-A4)
- Ryszard Sygitowicz – gitara akustyczna (B1-B4)
- Mariusz Bogdanowicz – kontrabas (A1-A4)
- Adam Buczek – perkusja (A1-A4)
- Mirosław Zyta – perkusja (A1-A4)
- Wojciech Karolak – pianino (A1-A4)
- Wiesław Pieregorólka – syntezatory, kierownictwo muzyczne